# Шиловка (Осташковский район)
Шиловка — деревня в Осташковском городском округе Тверской области.

## География
Находится в западной части Тверской области на расстоянии приблизительно 17 км на северо-запад по прямой от города Осташков у северного берега Гущинской луки озера Селигер. К деревне ведет лесная дорога от шоссе, соединяющего Новые Ельцы с асфальтовой автотрассой.

## История
Деревня была показана ещё на карте 1825 года. В 1859 году здесь (деревня Осташковского уезда) было учтено 15 дворов, в 1939 — 30. Вдоль берега, на восточном конце, упираясь в лес, расположилась дюжина новых дач. До 2017 года входила в Ботовское сельское поселение Осташковского района до их упразднения.

## Население
Численность населения: 116 человек (1859 год), 8 (русские 100 %) 2002 году, 5 в 2010.